# Имамкулубейли (село, Агдамский район)
Имамкулубейли́ (азерб. İmamqulubəyli) — село в Агдамском районе Азербайджана.

## Этимология
Название происходит от имени владельца села — Имамкулу-бека. Ранее именовалось — Терекеме Имамкулубейли.

## История
Село основано в начале XIX века 104 семьями из племени карадолаг, которых переселили на территорию нынешних Агдамского, Агджабединского и Бардинского районов. Все сёла принадлежали Имамукулу-беку.
В 1926 году согласно административно-территориальному делению Азербайджанской ССР село относилось к дайре Хиндристан Агдамского уезда.
После реформы административного деления и упразднения уездов в 1929 году был образован Карвендский сельсовет в Агдамском районе Азербайджанской ССР.
Согласно административному делению 1961 и 1977 года село Имамкулубейли входило в Карвендский сельсовет Агдамского района Азербайджанской ССР.
В 1999 году в Азербайджане была проведена административная реформа и был учреждён Карвендский муниципалитет Агдамского района, куда и вошло Имамкулубейли.

## География
Неподалёку от села протекает река Хачынчай.
Село находится в 40 км от райцентра Агдам, в 3 км от временного райцентра Кузанлы и в 320 км от Баку. Ближайшая ж/д станция — Тазакенд.
Высота села над уровнем моря — 112 м.

## Население
| Численность населения |
| 1979                  |
| --------------------- |
| 380                   |

## Климат
В селе холодный семиаридный климат.

## Инфраструктура
В 2015 году для нужд хозяйства в селе были вырыты субартезианские колодцы.
В селе идёт строительство детского сада.